# Vini Lopez
Vincent “Vini” Lopez (* 22. Januar 1949 in Neptune Township, New Jersey), Spitzname Mad Dog, ist ein amerikanischer Schlagzeuger. Zwischen 1968 und 1974 unterstützte Lopez Bruce Springsteen in mehreren Bands, darunter Steel Mill und die E Street Band. Er spielte auch auf Springsteens ersten beiden Alben Greetings from Asbury Park, N.J. und The Wild, the Innocent and the E Street Shuffle. Sowohl während als auch nach seiner Zeit mit der E Street Band spielte Lopez Schlagzeug in zahlreichen Jersey-Shore-Bands.
Im April 2014 wurde Lopez von Bruce Springsteen als Mitglied der E Street Band in die Rock and Roll Hall of Fame aufgenommen.

## Jugend
Lopez wuchs in Neptune Township auf, wo er die Neptune High School mit Garry Tallent und Southside Johnny besuchte.
Zwischen 1956 und 1962 spielte er die Ventilposaune in einem Drum Corps. Als Teenager brachte er sich selbst das Schlagzeugspielen bei und begann mit Buzzy Lubinsky, einem DJ und Schlagzeuger aus Asbury Park zusammenzuspielen. Lubinskys Vater Herman war der Inhaber von Savoy Records in Newark. Lubinsky sollte später für den jungen Lopez als Mentor fungieren. Ab 1964 begann Lopez damit, ermutigt durch Lubinsky, sich in lokalen Bands auszuprobieren. Nach einer missglückten Vorstellung bei The Storytellers, zu denen Bill Chinnock und Danny Federici gehörten, war er bei den Blazers von Sonny Kenn erfolgreich. Diese benannten sich dann in Sonny & The Sounds und schließlich in Sonny & The Starfires um. Nach dem Abschluss der High School 1967 spielte er weiterhin mit mehreren lokalen Bands. Dazu gehörten die Downtown Tangiers Band mit Federici, Chinnock und Garry Tallent und Moment of Truth mit Tallent, Tom Worieo und Ricky DeSarno (Gitarre). DeSarno und Lopez wurden Kollegen, nachdem Lopez die E Street Band verlassen hatte. 1970 arbeitete Lopez bei der Carver-Werft in Point Pleasant.

### Upstage Club
1968 wurde der Upstage Club in der 702 Cookman Avenue in Asbury Park eröffnet. Der Club spielte eine zentrale Rolle in der Geschichte von Springsteen und der E Street Band wie auch von Southside Johnny & the Asbury Jukes. Im Februar 1969 trafen sich Springsteen und Lopez mit Danny Federici und Vinnie Roslin im Upstage Club und gründeten eine neue Band mit dem Namen Child. Vini nahm Kontakt mit Carl “Tinker” West auf und er wurde der Manager und Mentor der Band. Im November 1969 änderten sie ihren Namen in Steel Mill, um Verwechslungen mit einer anderen Band zu vermeiden. Springsteen und Lopez hatten sich bereits mehrfach getroffen. Im April 1966 spielten die beiden mit ihren Bands The Castiles und Sonny & The Starfires bei einem Band-Wettbewerb im Matawan-Keyport Roller Drome in Matawan, New Jersey. In den frühen 1970er Jahren spielten Lopez und Springsteen zusammen in mehreren kurzlebigen Bands außerhalb des Upstage Club. Dies waren u. a. Bruce Springsteen & The Friendly Enemies, Sundance Blues Band, Dr. Zoom & The Sonic Boom Band und die Bruce Springsteen Band. Meistens gehörten zu den Stammbesetzungen dieser Bands Danny Federici, David Sancious, Garry Tallent, Steven Van Zandt und Southside Johnny, bei Southside Johnny & the Asbury Jukes noch Delores Holmes und Barbara Dinkins. Dinkins sollte später durch Francine Daniels ersetzt werden.

## E Street Band
Nachdem Bruce Springsteen 1972 einen Plattenvertrag bei Columbia Records unterschrieben hatte, kehrte er auf die Bühne zurück, um eine Band zu rekrutieren, die Songs aufnahm, und tourte dann zu seinem Debütalbum Greetings from Asbury Park, N.J. Zusammen mit Danny Federici, Garry Tallent, Clarence Clemons und David Sancious war Lopez Gründungsmitglied der E Street Band. Etwa zu dieser Zeit erhielt er von Clive Davis seinen Spitznamen „Mad Dog“. Im Jahr 1973 veröffentlichte Springsteen sein zweites Album mit dem Titel The Wild, the Innocent & the E Street Shuffle. Weitere Aufnahmen aus dieser Zeit mit Lopez wurden später dann auf Tracks und 18 Tracks veröffentlicht. Lopez sollte die Band unter kontroversen Umständen verlassen. In einem Artikel der New York Times vom 1. Mai 2005 hieß es, er habe sich mit Steve Appel, dem Tourmanager der Band und Bruder des damaligen Managers Mike Appel, gestritten.

## Reunions mit Springsteen
Dies war jedoch nicht das letzte Mal, dass Lopez Springsteen bei einem Konzert unterstützte. Am 8. September 1974 trat Springsteen im Club The Stone Pony nach einem Set der Blackberry Booze Band, begleitet von Lopez und Garry Tallent, mit Southside Johnny für mehrere Songs auf, darunter auch Twist and Shout. Kurz danach wurde die Blackberry Booze Band, angeführt von Southside Johnny und Steven Van Zandt, umbenannt in Southside Johnny & the Asbury Jukes. Am 18. Januar 1989 waren Lopez, George Theiss (dem Bandleader der Castiles) und Patti Scialfa Gäste beim 4th Annual Rock and Roll Hall of Fame Dinner im New Yorker Waldorf Astoria Hotel. Das Springsteen-Fanzine Backstreets berichtete, dass Springsteen während Jam-Sessions Lopez auf die Bühne eingeladen hatte und dass Lopez später Little Richard, Stevie Wonder, Mick Jagger und Keith Richards sowie Springsteen selbst bei einem Auftritt mit Roy Orbisons Song „Crying“ unterstützte. Im Juli 2003 trat Lopez während der „The Rising Tour“ im Giants Stadium auf und spielte Spirit in the Night. Einen weiteren Gastauftritt bei der E Street Band hatte er am 20. Oktober 2009, als er Springsteen im Wachovia Spectrum in Philadelphia ebenfalls bei Spirit in the Night unterstützte. Im September 2012 gastierte Lopez bei Springsteens erstem Konzert im neuen MetLife Stadium und spielte The E Street Shuffle. Im April 2014 wurde Lopez als Mitglied der E Street Band in die Rock and Roll Hall of Fame aufgenommen und spielte bei dem Auftritt drei Songs mit der Band. Er trat am 9. September 2016 während einer Show der River Tour in Philadelphia auf, wo er It's Hard to Be a Saint in the City und Spirit in the Night spielte.

## The Lord Gunner Group
In den 1970er Jahren spielte Lopez mit der Lord Gunner Group, einer der beliebtesten Jersey-Shore-Bands ohne Plattenvertrag. Die Band wurde angeführt von Lance Larson (Gesang) und Ricky DeSarno (Gitarre). 1974 hatten Lopez, Larson und DeSarno zusammen mit John Luraschi (Bass) zusammen in der Band Cold Blast and Steel gespielt. Luraschi war ein Veteran aus dem Upstage Club und ein Mitglied von Dr. Zoom gewesen. Cold Blast and Steel wurde zusammen mit Southside Johnny & the Asbury Jukes zu einer der beiden Top-Bands in New Jersey. 1975 gründete Lopez seine eigene Band Mad dog & The Shakes mit Vinnie Roslin und DeSarno. Die Shakes gründeten ihren Sound auf Motown und Memphis Soul und wurden als „eine der großen Asbury Park Bands ohne Plattenvertrag Mitte der 1970er Jahre“ beschrieben. 1977 zog Lopez kurzzeitig nach Maine, wo er sich wieder mit Bill Chinnock traf und auf dessen Album Badlands spielte.
In der Zwischenzeit hatten Larsen und DeSarno, zurück in der Jersey Shore, die Lord Gunner Group gegründet. Lopez war der zweite von drei bemerkenswerten Schlagzeugern, die mit der Band spielten. Er folgte auf Ernest “Boom” Carter, der zuvor Lopez in der E Street Band abgelöst hatte. Als er die Band verließ, wurde Lopez durch Tico Torres ersetzt. Die Band spielte originelle Musik und schlagkräftigen Rock bei ihren Live-Shows. Die Band wurde zur Hausband im Club Stone Pony und war Support für Musiker wie David Johansen, Sly & the Family Stone und John Cafferty. Später spielten sie an größeren Orten an der Ostküste und waren Support für The Smithereens und Jon Bon Jovi and The Wild Ones. Obwohl die Lord Gunner Group nie ein eigenes Album aufnahm, sind sie auf der Compilation „The Sounds of Asbury Park“ vertreten. Die Band hätte mehrfach unter Vertrag genommen werden können, aber ein unglücklicher Vorfall mit Lopez und einem Manager vereitelte ihre große Chance. Nach der Selbstfinanzierung und Eigenwerbung in einem Club für mehrere A&R-Vertreter stellten Larson und Lopez fest, dass ihr Manager ohne Rücksprache mit ihnen auch eine Supportband gebucht hatte, mit der Absicht, dieser einen Vertrag anzubieten. Ein wütender Lopez musste von der Polizei aus dem Club begleitet werden. Larson spielte ein paar Songs und näherte sich dann ruhig dem Mikrofon, um alle A&R-Vertreter zu bitten, aus den ersten Reihen aufzustehen, um die Freunde und Fans der Band ihre Plätze einnehmen zu lassen. Alle A&R-Leute verließen darauf den Club und Lord Gunner verloren die Chance auf einen Vertrag.

## Steel Mill Retro
Nachdem er die Lord Gunner Group verlassen hatte, spielte Lopez in mehreren Jersey-Shore-Bands von Paul Whistler (Blackberry Booze Band). Dazu gehörten The Wheels und die Asbury All-Stars. In dieser spielte auch Mike Scialfa, der Bruder von Patti Scialfa. Mitte der 1980er Jahre spielte er sowohl in Opus I als auch in der Acme Boogie Company mit dem Sänger, Gitarristen und Bassisten Sam Cooper. 1987 spielte er (wieder mit Vinnie Roslin) in der Band J. P. Gotrock. Bis 1989 spielte Lopez mit Live Bait; einer Band unter der Leitung der Singer-Songwriterin Laura Crisci. Außer den ursprünglichen Crisci-Songs hatte diese Band zwei frühe Springsteen-Songs in ihrer Setliste: Goin’ Back To Georgia (Steel Mill) und Cowboys of the Sea (Bruce Springsteen Band). Bei beiden Songs übernahm Lopez die Lead Vocals. In den 1990er Jahren hatte Lopez seine eigene Barband Maddog & The Disco Rejects. Zu den Mitgliedern der Band gehörten Sam Cooper, John Luraschi, Ricky DeSarno und Bob Alfano, die in zwei frühen Springsteen-Bands, The Castiles und Earth, Keyboards gespielt hatten. Diese Band hatte auch frühe Springsteen-Songs in ihre Setliste aufgenommen.
Bis 2002 spielte Lopez mit Cold Blast and Steel, zu denen auch John Luraschi und Ricky DeSarno gehörten. Die Setlisten enthielten einen Originalsong namens „Whatever Happened to Asbury Park?“, geschrieben von Steve Clark, und einen weiteren Steel-Mill-Song, The Judge. Bis 2004 hatte sich diese Band zu Steel Mill Retro entwickelt, wurde von Lopez angeführt und auch Ricky DeSarno war mit dabei. Die Band nahm Springsteen-Songs aus der Steel-Mill-Ära auf und fungierte als Mentor für aufstrebende Künstler wie den Ries Brothers als Mentor. 2007 veröffentlichten sie The Dead Sea Chronicles, ein Album mit Songs von Steel Mill. Im September 2008 spielte Steel Mill Retro auf einer Springsteen-Fan-Convention in Rotterdam, die vom niederländischen Fanclub Roulette organisiert wurde. Sie wurden von Carl “Tinker” West, dem ursprünglichen Manager von Steel Mill, begleitet. Seitdem veröffentlichten sie eine weitere CD mit dem Titel All Man the Guns for America. Die Besetzung umfasst derzeit Lopez am Schlagzeug, John Galella an der Gitarre, Ed Piersanti am Bass, Steve Lusardi und Adam Glenn an den Keyboards.

## Persönliches
Lopez lebt heute mit seiner Verlobten Dawn Bearce in Hamilton, New Jersey. Mit seiner Frau Laurel, die 2004 verstarb, hat er eine Tochter (Liz), die Buchhalterin ist.
Neben seiner Musikkarriere arbeitet Lopez seit über 25 Jahren als Golf-Caddy für Mark McCormick. Sie haben 2012 bei den US Open und 2017 bei den US Senior Open gespielt.

## Diskographie
- Steel Mill Retro
  - The Dead Sea Chronicles (2005)
  - All Man the Guns for America (2007)
- Bruce Springsteen
  - Greetings from Asbury Park, N.J. (1973)
  - The Wild, the Innocent and the E Street Shuffle (1973)
  - Tracks (1998)
  - 18 Tracks (1999)
  - The Essential Bruce Springsteen (2003)
- Bill Chinnock
  - Badlands (1978)
- Sonstige
  - The Sounds Of Asbury Park (als Mitglied von The Acme Boogie Company, 1980)